# Felip Proubasta i Masferrer
Felip Proubasta i Masferrer (Mataró, 16 d'abril de 1866 - Barcelona 6 de febrer de 1939) fou un metge català.

## Biografia
Va estudiar al Col·legi Valldemia de Mataró i després va passar a la Universitat de Barcelona, on es va llicenciar en medicina el 1888, especialitzant-se en ginecologia. El 1891 es va doctorar amb la tesi Tratamiento de las estrecheces pélvicas (Versión o fórceps?) i després va restar tres anys a París ampliant estudis.
De 1903 a 1936 fou secretari de l'Acadèmia i Laboratori de Catalunya i el 1905 fou president de l'Acadèmia d'Higiene de Catalunya, en qualitat del qual va presidir el I Congrés d'Higiene de Catalunya de 1906. Fou vicepresident del Tercer Congrés de Metges de Llengua Catalana (1904-1905), defensant l'ús del català com a oficial per l'Acadèmia.
El 1911 va ingressar a la Reial Acadèmia de Medicina de Catalunya, amb la dissertació Higiene del parto que va ser contestada per Valentí Carulla i Margenat. De 1916 a 1918 fou president de l'Acadèmia de Ciències Mèdiques de Catalunya i Balears i de 1923 a 1927 del Col·legi Oficial de Metges de Barcelona. En aquesta qualitat fou regidor i segon tinent d'alcalde de l'ajuntament de Barcelona el 1923 i 1924, durant la Dictadura de Primo de Rivera. També dirigí el Butlletí del Sindicat de Metges de Catalunya de 1922 a 1925 i de 1928 a 1931.